# Крионика
Крионика (енгл. Cryonics) је назив за очување тела човека при ниској температури, која тренутно не може да се одржи у савременој медицини. Има циљ да у будућности реанимирају човека којем је тело замрзнуто.
У неким научним литературама постоје прилози о хипотетичкој изводљивости крионике. Крионику подржавају 63 научника укључујући и Марвина Минскинског и Аубреја де Греја. Међутим, многи други научници су скептични по питању крионике. У САД, крионика се на људима може извршавати само легално. Мистерија која се веже уз крионику је дали се након замрзавања човека, он може опет вратити у живот.
На крионику научна заједница гледа са скептицизмом, због штете коју хладноћа изазива на ћелијама, упркос криопротектантима. Године 2018. развијен је нови процес, витрификсација, али му је недостајало очување прага ексцитабилности синапсе. Због тога је 2023. хитно усмерити истраживање ка очувању прага ексцитабилности синапси током витрификсације.